# Littoraria irrorata
Littoraria irrorata (лат.) — вид брюхоногих моллюсков из семейства литторин, встречающийся на маршах в северо-западной части Атлантического океана, в Ирландии и на побережье Мексиканского залива. Обитает на глубине до 22 метров. Максимальный зарегистрированный размер раковины — 29,2 мм.

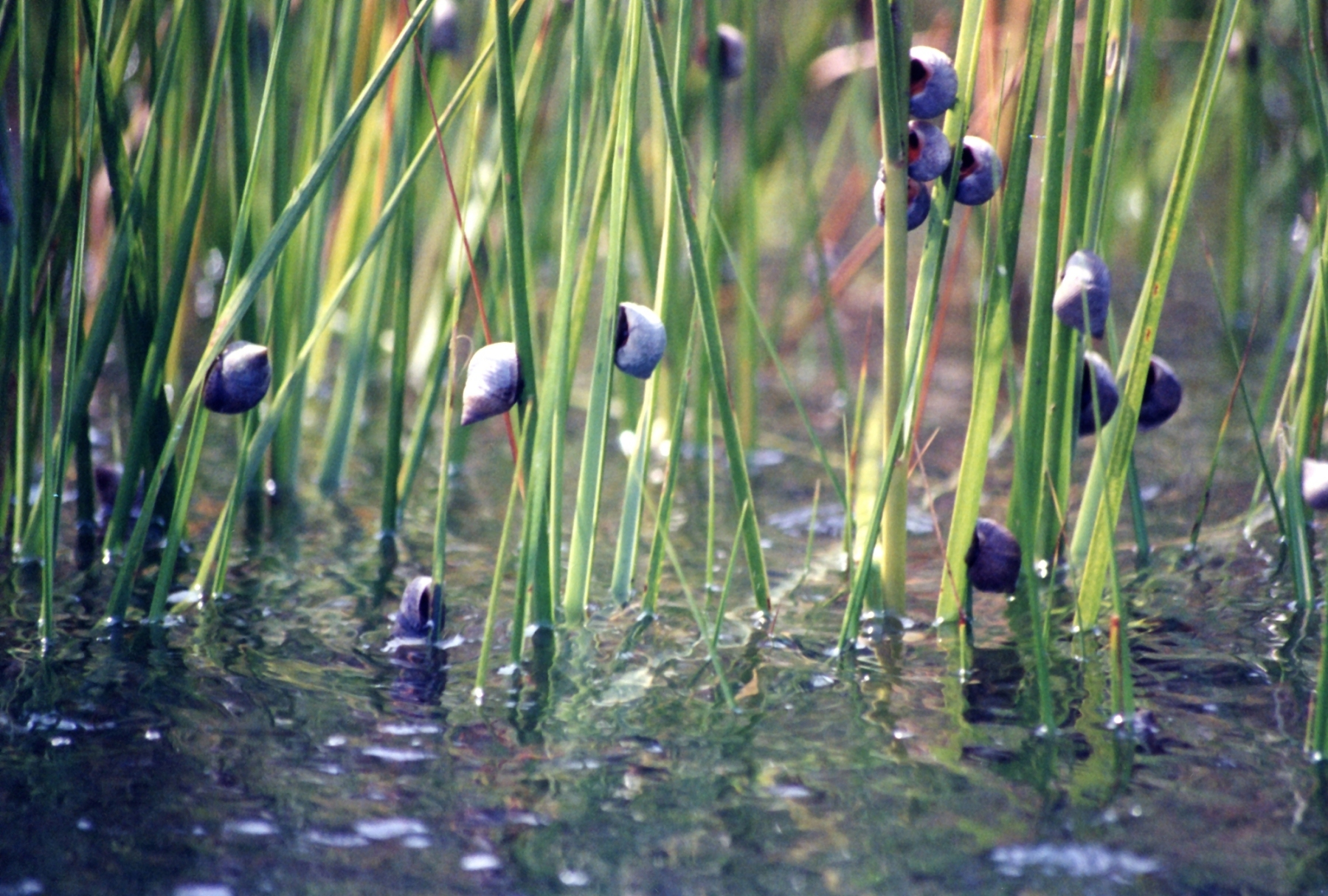

## Питание
Littoraria irrorata отличается уникальной стратегией питания: она повреждает растение Spartina alterniflora, а повреждения на листьях удобряет своими фекалиями, в которых содержатся грибные гифы и азот. Это приводит к заражению грибками Phaeosphaeria и Mycosphaerella. Спустя некоторое время улитка поедает грибки, выросшие на листьях. Грибковые заражения, снижают скорость роста растений, и при удалении налёта, скорость роста увеличивается на 50 %.